# IAAF Label Road Races 2013

Logo

Die IAAF Label Road Races 2013 waren Laufveranstaltungen, die von der IAAF für 2013 das Etikett Gold, Silber oder Bronze erhielten. 

## Gold
| auch Teil des World Marathon Majors |

| Datum  | Veranstaltung                                       | Distanz    | Sieger                    | Siegerin                 |
| ------ | --------------------------------------------------- | ---------- | ------------------------- | ------------------------ |
| 05.01. | Xiamen-Marathon Xiamen                              | 42,195 km  | Negari Terfa              | Fatuma Sado              |
| 25.01. | Dubai-Marathon Dubai                                | 42,195 km  | Lelisa Desisa             | Tirfi Tsegaye            |
| 24.02. | Tokio-Marathon 2013 Tokio                           | 42,195 km  | Dennis Kipruto Kimetto    | Aberu Kebede             |
| 24.02. | World’s Best 10K San Juan                           | 10 km      | Sammy Kirop Kitwara       | Joyce Chepkirui          |
| 03.03. | Biwa-See-Marathon Ōtsu                              | 42,195 km  | Vincent Kipruto           | –                        |
| 03.03. | Roma – Ostia Rom – Ostia                            | 21,0975 km | Wilson Kiprop             | Flomena Cheyech Daniel   |
| 10.03  | Nagoya-Marathon Nagoya                              | 42,195 km  | –                         | Ryōko Kizaki             |
| 17.03. | Seoul International Marathon Seoul                  | 42,195 km  | Franklin Chepkwony        | Flomena Chepchirchir     |
| 17.03. | Rom-Marathon Rom                                    | 42,195 km  | Negari Getachew           | Helena Loshanyang        |
| 24.03. | Lissabon-Halbmarathon Lissabon                      | 21,0975 km | Bernard Koech             | Edna Kiplagat            |
| 06.04. | Prag-Halbmarathon Prag                              | 21,0975 km | Zersenay Tadese           | Gladys Cherono           |
| 07.04. | Paris-Marathon Paris                                | 42,195 km  | Peter Kimeli Some         | Feyse Tadese             |
| 14.04. | Rotterdam-Marathon Rotterdam                        | 42,195 km  | Tilahun Regassa           | Jemima Jelagat Sumgong   |
| 14.04. | Vienna City Marathon Wien                           | 42,195 km  | Henry Kemo Sugut          | Flomena Cheyech Daniel   |
| 15.04. | Boston-Marathon 2013 Boston                         | 42,195 km  | Lelisa Desisa             | Rita Jeptoo Sitienei     |
| 21.04. | Yangzhou-Jianzhen-Halbmarathon Yangzhou             | 21,0975 km | Yacob Jarso               | Worknesh Degefa          |
| 21.04. | London-Marathon 2013 London                         | 42,195 km  | Tsegay Kebede             | Priscah Jeptoo           |
| 21.04. | Hamburg-Marathon Hamburg                            | 42,195 km  | Eliud Kipchoge            | Diana Lobačevskė         |
| 12.05. | Prag-Marathon Prag                                  | 42,195 km  | Nicholas Kemboi           | Caroline Rotich          |
| 26.05. | Great Manchester Run Manchester                     | 10 km      | Moses Kipsiro             | Tirunesh Dibaba          |
| 26.07. | Giro di Castelbuono Castelbuono                     | 10 km      | Wilson Kiprop             | –                        |
| 28.07. | Bogotá-Halbmarathon Bogotá                          | 21,0975 km | Geoffrey Kipsang Kamworor | Priscah Jeptoo           |
| 15.09. | Great North Run Newcastle upon Tyne – South Shields | 21,0975 km | Kenenisa Bekele           | Priscah Jeptoo           |
| 29.09. | Berlin-Marathon 2013 Berlin                         | 42,195 km  | Wilson Kipsang            | Florence Jebet Kiplagat  |
| 29.09. | Carrera de la Mujer Bogotá Bogotá                   | 10 km      | –                         | Sylvia Jebiwott Kibet    |
| 06.10. | Portugal-Halbmarathon Lissabon                      | 21,0975 km | Wilson Kiprop             | Valeria Straneo          |
| 13.10. | Chicago-Marathon 2013 Chicago                       | 42,195 km  | Dennis Kipruto Kimetto    | Rita Jeptoo Sitienei     |
| 20.10. | Amsterdam-Marathon Amsterdam                        | 42,195 km  | Wilson Kwambai Chebet     | Valentine Kipketer       |
| 20.10. | Peking-Marathon Peking                              | 42,195 km  | Tadese Tola               | Zhang Yingying           |
| 27.10. | Frankfurt-Marathon Frankfurt am Main                | 42,195 km  | Vincent Kipruto           | Caroline Cheptanui Kilel |
| 27.10. | Great South Run Portsmouth                          | 10 Meilen  | Emmanuel Bett             | Florence Jebet Kiplagat  |
| 03.11. | New-York-City-Marathon 2013 New York City           | 42,195 km  | Geoffrey Kiprono Mutai    | Priscah Jeptoo           |
| 17.11. | Istanbul-Marathon Istanbul                          | 42,195 km  | Abraham Kiprotich         | Rebecca Chesire          |
| 01.12. | Shanghai-Marathon Shanghai                          | 42,195 km  | Stephen Mokoka            | Aberu Kebede             |
| 01.12. | Fukuoka-Marathon Fukuoka                            | 42,195 km  | Martin Irungu Mathathi    | –                        |
| 01.12. | Singapur-Marathon Singapur                          | 42,195 km  | Luka Kipkemboi Chelimo    | Sharon Cherop Chemutai   |

## Silber
| Datum  | Veranstaltung                         | Distanz    | Sieger                   | Siegerin                    |
| ------ | ------------------------------------- | ---------- | ------------------------ | --------------------------- |
| 27.01. | Osaka Women’s Marathon Osaka          | 42,195 km  | –                        | Tetjana Hamera-Schmyrko     |
| 03.02. | Beppu-Ōita-Marathon Ōita              | 42,195 km  | Yūki Kawauchi            | Chiyuki Mochizuki           |
| 03.02. | Kagawa-Marugame-Halbmarathon Marugame | 21,0975 km | Collis Birmingham        | Tiki Gelana                 |
| 24.02. | Hong Kong Marathon Hongkong           | 42,195 km  | Julius Kiplimo Maisei    | Misikir Mekonnin            |
| 14.04. | Daegu-Marathon Daegu                  | 42,195 km  | Abraham Kiprotich        | Margaret Agai               |
| 14.04. | Great Ireland Run Dublin              | 10 km      | Kenenisa Bekele          | Lauren Howarth              |
| 28.04. | Madrid-Marathon Madrid                | 42,195 km  | Francis Kipkorir Kiprop  | Vanessa Veiga Comesaña      |
| 25.05. | Ottawa 10K Ottawa                     | 10 km      | El Hassan el-Abbassi     | Malika Assahah              |
| 26.05. | Ottawa-Marathon Ottawa                | 42,195 km  | Tariku Jufar             | Yeshi Esayias               |
| 01.06. | Freihofer’s Run for Women Albany      | 5 km       | –                        | Emily Chebet Muge           |
| 22.06. | Olmütz-Halbmarathon Olmütz            | 21,0975 km | Henry Kiplagat           | Betelhem Moges              |
| 07.09. | Grand Prix von Prag Prag              | 10 km      | Daniel Chebii            | Josephine Chepkoech         |
| 15.09. | Ústí-Halbmarathon Ústí nad Labem      | 21,0975 km | Philemon Kimeli Limo     | Josephine Jepkoech Jepkorir |
| 22.09. | Dam tot Damloop Amsterdam             | 10 Meilen  | Nguse Amlosom            | Joyce Chepkirui             |
| 13.10. | Köln-Marathon Köln                    | 42,195 km  | Nicholas Chelimo         | Janet Rono                  |
| 20.10. | Great Birmingham Run Birmingham       | 21,0975 km | Thomas Ayeko             | Gemma Steel                 |
| 20.10. | Toronto Waterfront Marathon Toronto   | 42,195 km  | Deressa Chimsa           | Flomena Cheyech             |
| 27.10. | Marseille – Cassis Marseille          | 20,308 km  | Mule Wasihun             | Josephine Jepkoech Jepkorir |
| 27.10. | Venedig-Marathon Venedig              | 42,195 km  | Nixon Kipkoech Machichim | Mercy Jerotich Kibarus      |
| 17.11. | Yokohama-Marathon Yokohama            | 42,195 km  | –                        | Albina Majorowa             |
| 31.12. | San Silvestre Vallecana Madrid        | 10 km      | Leonard Patrick Komon    | Linet Chepkwemoi Masai      |

## Bronze
| Datum  | Veranstaltung                        | Distanz    | Sieger                    | Siegerin                      |
| ------ | ------------------------------------ | ---------- | ------------------------- | ----------------------------- |
| 07.04. | Santiago-Marathon Santiago de Chile  | 42,195 km  | Julius Kipyego Keter      | Jacqueline Nytepi Kiplimo     |
| 14.04. | Brighton-Marathon Brighton           | 42,195 km  | Dominic Kimwetich Kangor  | Eunice Cheyech Kales          |
| 14.04. | Pjöngjang-Marathon Pjöngjang         | 42,195 km  | Ketema Nigusse            | Kim Mi-gyong                  |
| 21.04. | Nagano-Marathon Nagano               | 42,195 km  | Yūki Kawauchi             | Natalja Putschkowa            |
| 28.04. | Düsseldorf-Marathon Düsseldorf       | 42,195 km  | Dereje Debele Tulu        | Melkam Gizaw                  |
| 05.05. | Hannover-Marathon Hannover           | 42,195 km  | Lusapho April             | Olena Burkowska               |
| 19.05. | Gifu-Seiryū-Halbmarathon Gifu        | 21,0975 km | Zersenay Tadese           | Mestawet Tufa                 |
| 19.05. | Riga-Marathon Riga                   | 42,195 km  | Duncan Cheruiyot Koech    | Nesga Aberash Bedasa          |
| 26.05. | Edinburgh-Marathon Edinburgh         | 42,195 km  | Tola Lema                 | Risper Kimaiyo                |
| 22.06. | Corrida de Langueux Langueux         | 10 km      | Tesfaye Abera             | Fantu Eticha                  |
| 22.06. | Vidovdan-Lauf Brčko                  | 10 km      | Hillary Kipchumba         | Letekidan Hailemariam         |
| 22.09. | Siberian International Marathon Omsk | 42,195 km  | Ketema Nigusse            | Yevgenia Danilova             |
| 13.10. | 20 km von Paris Paris                | 20 km      | Tebalu Zawude             | Sarah Chepchirchir            |
| 10.11. | Beirut-Marathon Beirut               | 42,195 km  | William Kipsang           | Rehime Kedir Robel            |
| 10.11. | Marathon des Alpes-Maritimes Nizza   | 42,195 km  | Abdisa Sori               | Salina Kosgei                 |
| 17.11. | Valencia-Marathon Valencia           | 42,195 km  | Felix Keny Kipkemboi      | Azalech Masresha Woldeselasse |
| 22.12. | Corrida de Houilles Houilles         | 10 km      | Cornelius Kipruto Kangogo | Afera Godfay                  |